# هارالد ناتفيج
هارالد ناتفيج (Harald Natvig) هو لاعب أولمبي لرياضة الرماية من النرويج. شارك في الأولمبياد الصيفي في 1920–1924، وفاز بما مجموعه 6 ميداليات.

## الميداليات
| ذهب | فضة | برونز | المجموع |
| 3   | 2   | 1     | 6       |

## روابط خارجية
- هارالد ناتفيج على موقع أوليمبيديا (الإنجليزية)